# Vampire Survivors
Vampire Survivors ist ein Rogue-like-Shoot-’em-up-Videospiel. Das Spiel wurde von Luca Galante mit der Phaser-Engine entwickelt.

## Handlung
Vampire Survivors spielt im ländlichen Italien des Jahres 2021. Horden von Monstern, die vom bösen Bisconte Draculó herbeigerufen wurden, verwüsten das Land, und die Familie Belpaese und andere heldenhafte Überlebende nehmen es auf sich, Draculó zu jagen und zu besiegen.

## Gameplay
Der Spieler wählt einen von mehreren Charakteren mit verschiedenen Startwaffen und Boni aus und steuert sie in einem endlosen Level mit einem automatisch generierten, sich wiederholenden Layout. Die Waffen des Spielers greifen automatisch an, und das Ziel ist es, so lange wie möglich gegen die ständigen Wellen von Monstern zu überleben, die dem Spieler Schaden zufügen, wenn sie mit ihm in Kontakt kommen. Die Level von Vampire Survivors haben ein Zeitlimit von 15 oder 30 Minuten, je nach Level. Bei Erreichen des Zeitlimits wird die Stage von allen Feinden gesäubert und ein letzter, enorm starker Feind namens Tod erscheint. Danach taucht jede weitere Minute ein weiterer Tod auf, um den endgültigen Untergang des Spielers zu gewährleisten. Ein Level, in dem das Zeitlimit erreicht oder überschritten wird, gilt als erfolgreicher Abschluss.

## DLCs

### Legacy of the Moonspell
Der erste kostenpflichtige DLC für das Spiel, mit dem Titel Legacy of the Moonspell, wurde am 6. Dezember 2022 angekündigt. Inspiriert von japanischer Folklore und Animes, fügt es dreizehn Waffen, acht Charaktere und eine neue Bühne mit Feinden, die nach Yōkai und Oni gestaltet sind, hinzu. Die Erweiterung wurde am 15. Dezember 2022 für macOS, Windows und Xbox-Plattformen veröffentlicht.

### Tides of the Foscari
Der zweite kostenpflichtige DLC für das Spiel, mit dem Titel Tides of the Foscari, wurde am 13. April 2023 veröffentlicht. Es fügt 13 neue Waffen, neue Kräfte und 8 neue Charaktere hinzu und bietet ein neues von Märchen inspiriertes Level.

### Emergency Meeting
Der dritte kostenpflichtige DLC für das Spiel, mit dem Titel Emergency Meeting, wurde am 18. Dezember 2023 veröffentlicht. Der DLC ist eine Kollaboration mit Innersloths Computerspiel Among Us und fügt dem Spiel Charaktere, Waffen und ein neues Level aus Among Us hinzu.

## Rezeption
Bei Metacritic hat das Spiel in seiner Xbox-Version 95/100, in der Steam-Version 87/100 und in der iOS-Version 92/100 erhalten. Kotaku urteilte: „Vampire Survivors’ true power, however, is in its near-constant dopamine rush.“ Gamestar schrieb im Jahr 2022: „Diese zwei Euro werdet ihr garantiert nicht bereuen.“ PC Games schrieb: „Der schlichte 8-Bit-Grafikstil, das Figurendesign und vor allem der Look der Waffen und Upgrades [...] Selbst für ein Retro-Game ist Vampire Survivors kein hübsches Spiel. Dem Spielspaß tut es aber keinen Abbruch.“

### Awards
- Gewonnen: Golden Joystick Awards 2022 Breakthrough Award[14]
- Nominiert: The Game Awards 2022 Best Debut Indie Game[15]
- Nominiert: D.I.C.E. Awards 2023 Game of the Year[16]